# Contea di Yunxi
La contea di Yunxi (郧西县S, Yúnxī XiànP) è una contea della Cina, situata nella provincia di Hubei e amministrata dalla prefettura di Shiyan.